# San Vincenzo Valle Roveto
San Vincenzo Valle Roveto ist eine italienische Gemeinde (comune) mit 2072 Einwohnern (Stand 31. Dezember 2023) in der Provinz L’Aquila in den Abruzzen. Die Gemeinde liegt etwa 90 Kilometer südsüdöstlich von L’Aquila am Liri und gehört zur Comunità montana Valle Roveto. San Vincenzo Valle Roveto grenzt unmittelbar an die Provinz Frosinone.

## Verkehr
Durch die Gemeinde führt die autobahnähnlich ausgebaute Strada Statale 690 Avezzano-Sora. Der Bahnhof von San Vincenzo Valle Roveto liegt an der Bahnstrecke von Avezzano nach Roccasecca. Daneben gibt es im Ortsteil Roccavivi und für die Ortsteile Morrea bzw. Castronovo und Rendinara jeweils eine Bahnstation.